# Tequistlateca
El tequistlateca és una llengua indígena extinta d'Oxaca parlada anteriorment pels tequistleques. A causa de la influència del treball classificatori de Daniel Garrison Brinton (1891) de vegades s'aplica indegudament en nom tequistleca al chontal d'Oaxaca que juntament amb el tequistlateca forma la família tequistlateca-chontal

## Aspectes històrics, socials i culturals

### Distribució geogràfica
El tequistlateca es va parlar a l'àrea de Tequistlan fins a almenys el primer terç del segle xx.

## Classificació
El tequistlateca està clarament emparentat amb les varietats de chontal d'Oaxaca, parlades una mica més al sud de vegades indegudament anomenades "tequistlateca". El tequistlateca pròpiament dit juntament amb el chontal d'Oaxaca formen la família tequistleco-chontal (o simplement tequistlateca). El tequistlateca pròpiament dit, descrit per Angulo i Freenlad (1925) sembla una mica més propera a la varietat de la terres baixes que la de les terres altes, encara quan geogràficament els tequistlateques vivien més lluny de la costa que de la serra.
Fora d'aquest parentiu clar, entre el chontal d'Oaxaca i el tequistlateca, Oltrogge (1977) i Campbel (1979) han proposat que les llengües tequistlateca-chontales estan emparentades amb el llengües jicaque-tol d'Hondures, aportant una bona quantitat d'evidència lèxica compartida.
Altres autors han especulat amb un parentiu llunyà amb les llengües hoka, encara que s'han apartat molt poques dades en favor d'aquesta última hipòtesi.

## Descripció lingüística
El tequistlateca va ser breument descrit pel matrimoni Angulo i Freeland (1925). De les més de 200 paraules citades per aquests autors més de la meitat tenen cognats amb el chontal d'Oaxaca de les terres altes i chontal d'Oaxaca de les terres baixes, en alguns casos les paraules són idèntiques en les tres llengües. De la resta, unes 25 paraules tenen cognats només en el chontal de les terres baixes i 19 tenen cognats en el chontal de les terres altes però no en el de les terres baixes. Altres onze termes són similars en les dues varietats de chontal d'Oaxaca i diferents en tequistlateca. I finalment unes 20 paraules són diferents en les tres llengües.

### Fonologia
L'inventari consonàntic inclou diferències de glotalització (ʼ):
|                       |                       | Labial | Alveolar | Alveolar | Alveolar paltaliz. | Palatal | Palatal | Velar | Glotal |
| simple                | afric.                | Labial | simple   | afric.   | Alveolar paltaliz. |         |         | Velar | Glotal |
| --------------------- | --------------------- | ------ | -------- | -------- | ------------------ | ------- | ------- | ----- | ------ |
| obstruent no-continua | obstruent no-continua | p~b    | t (d)    |          | ty                 | ky      | ğ       | k (g) | ʔ      |
| Fricativa             | Fricativa             | f      | s~š      | s~š      | s~š                | s~š     | s~š     | x     | h      |
| Nasal                 | simple                | m      | n        | n        | ny                 |         |         |       |        |
| Nasal                 | glotal.               |        | nʼ       | nʼ       |                    |         |         |       |        |
| Vibrant               | Vibrant               |        | ɾ        | ɾ        |                    |         |         |       |        |
| Aproximant            | Aproximant            | w      | l        | l        | ly                 | y       | y       |       |        |
L'inventari vocàlic del tequistlateca conté sis vocals /i, e, a, ã, o, u/.